# Anders Fredrik Regnell
Anders Fredrik Regnell, född 8 juni 1807 i Stockholm, död 12 september 1884 i Caldas i Brasilien, var en svensk läkare och mecenat.

## Biografi

### Studier och flytt till Rio de Janeiro
Regnell blev student vid Uppsala universitet 1824, där grundlade ett livslångt intresse för botaniken. År 1830 avlade han förberedande examen för inskrivning i medicinska fakulteten, blev 1835 medicine kandidat och 1836 medicine licentiat samt promoverades 1837 till medicine doktor. Under sin studietid hade han bl.a. ett år varit prosektor hos Anders Retzius i Stockholm samt två gånger haft förordnande som koleraläkare. Åren 1836-38 var han anställd som underkirurg och 1838-39 som underläkare vid Serafimerlasarettet i Stockholm samt deltog som uppbördsläkare vid korvetten Jarramas expedition till Medelhavet 1839-40. Regnells dåliga hälsa - han led av allvarlig lungsjukdom - tvingade honom emellertid att söka bot i ett varmare klimat. På hösten 1840 lämnade han Sverige för att aldrig mer återvända. Han reste till Brasilien, legitimerade sig i Rio de Janeiro på ett utmärkt sätt inför den medicinska fakulteten där och flyttade sedan till den då obetydliga köpingen Caldas i provinsen Minas Gerais, där han kom att tillbringa återstoden av sitt liv. Där fick Regnell snart högt anseende som läkare och grundlade en avsevärd förmögenhet.

### Botaniska studier
Regnell ägnade sig även åt botaniska studier och skapade betydande samlingar av växter, vilka han efter hand sände till europeiska, främst nordiska museer. På samma gång studerade han även Brasiliens djurvärld och geologiska förhållanden samt utförde mot slutet av sin levnad under flera år noggranna meteorologiska iakttagelser. Han avstod från att själv bearbeta sina samlingar eftersom han saknade tillgång till litteratur, men detta utfördes i stället av en rad europeiska botaniker. Regnell donerade efterhand även stora summor till olika vetenskapliga institutioner i hemlandet. Sin kvarlåtenskap testamenterade han, med undantag av några legat, till Uppsala universitet, bland vars donatorer Regnell, näst Gustav II Adolf, är den främste. I Uppsala uppkallades den nya byggnaden för de fysiologiska och patologiska anstalterna, Regnellianum, vilken tillkom med hans stöd, efter honom.

## Utmärkelser
Bland hans utmärkelser kan nämnas att han blev hedersledamot av Vetenskapssocieteten i Uppsala (1865), Svenska läkarsällskapet (samma år), Uppsala läkarförening (1871) och Vetenskaps- och vitterhetssamhället i Göteborg (1878), invaldes 1870 i Vetenskapsakademien och kreerades 1877 till filosofie hedersdoktor vid Uppsala universitets jubelfest. Den 6 mars 1885 firade nämnda universitet en fest till hans minne, varvid den av rektor utfärdade inbjudningsskriften var en filosofisk avhandling "Om fosterlandskärleken". År 1903 uppfördes ett gravmonument över Regnell i Caldas.
En minnesvård över Regnell finns på Uppsala gamla kyrkogård.